# Metin Ataseven
Massut ("Metin") Ataseven, född 1 januari 1972 i Tyskland, är en svensk politiker (moderat) och tidigare riksdagsledamot (2010–2014). År 2021 antogs han till advokat av Advokatsamfundet.
Ataseven var i riksdagen ersättare för Mikael Sandström från 2010, ersättare för Ewa Björling från 2012, ordinarie ledamot från 1 januari 2013, då han ersatte Mats Gerdau på plats 211 i riksdagen, fram till valet 2014 för Stockholms läns valkrets. Ataseven var suppleant i Socialutskottet och Skatteutskottet.

## Personliga uppgifter
Metin Ataseven tillhör den assyriska/syrianska kristna folkgruppen. Den 11 oktober 2011 avlade Ataseven juristexamen vid Stockholms universitet. Metin Ataseven driver med familj och genom olika bolag en omfattande affärsverksamhet. Verksamheten omfattar främst fastighetsförvaltning, bland annat äger man Ronna centrum, men man ägnar sig även åt byggverksamhet och bedriver personlig assistansservice.